# Plecoptera quadrilineata
Plecoptera quadrilineata là một loài bướm đêm trong họ Erebidae.